# Хаджимишева къща (Братя Хаджимишеви)
Вижте пояснителната страница за други значения на Хаджимишева къща.
Хаджимишевата къща (на гръцки: Οικία Αφών Χατζημήσεφ) е историческа постройка в град Солун, Гърция.

## Местоположение
Сградата е разположена в южния квартал Пиргите, на булевард „Василевс Георгиос“ № 25.

## История
Построена е в 1896 година за синовете на Иван Хаджимишев, Петър и Никола. Вероятно е проектирана от Фредерик Шарно, архитект на къщата на баща им Иван Хаджимишев, която е в съседство, както и на къщата на чичо им Тодор Хаджимишев. След Междусъюзническата война къщата е резиденция на Нелсън Уилям Абът, от известното солунско семейство Абът. По-късно е резиденция на генерал-губернатора на Македония и на Училището за глухи. В някакъв момент от историята си имотът е прехвърлен на църквата. Към началото на XXI век е бар. Обявена е за защитен обект в 1983 година.

## Архитектура
В архитектурно отношение е неокласическа двуетажна сграда със симетрия във вертикалната ос. Централната ос на фасадата е подчертана от главния вход, към който води монументално мраморно стълбище. Декорацията на фасадата е проста, с пиластри с капители в йонийски стил и триъгълни фронтони над прозорците. Сградат завърщшва с назъбена лента, изпъкнал корниз и парапет. В оригиналния си вид няма балкон, а само широко стълбище пред входа.